# Virginie Dreux
Virginie Dreux, née la 27 juin 1988 à Angers est une sportive paralympique française.
Elle est médaille d'or aux INAS World Championships de 2017 à Bangkok en heptathlon, aux championnat d'Europe en 2016 à Ankara en saut en longueur et en heptathlon. Qualifiée aux championnat du monde de 2013 avec un saut à 3,94 mètres, son records est à 4,51 mètre. Elle pratique aussi la marche athlétique.

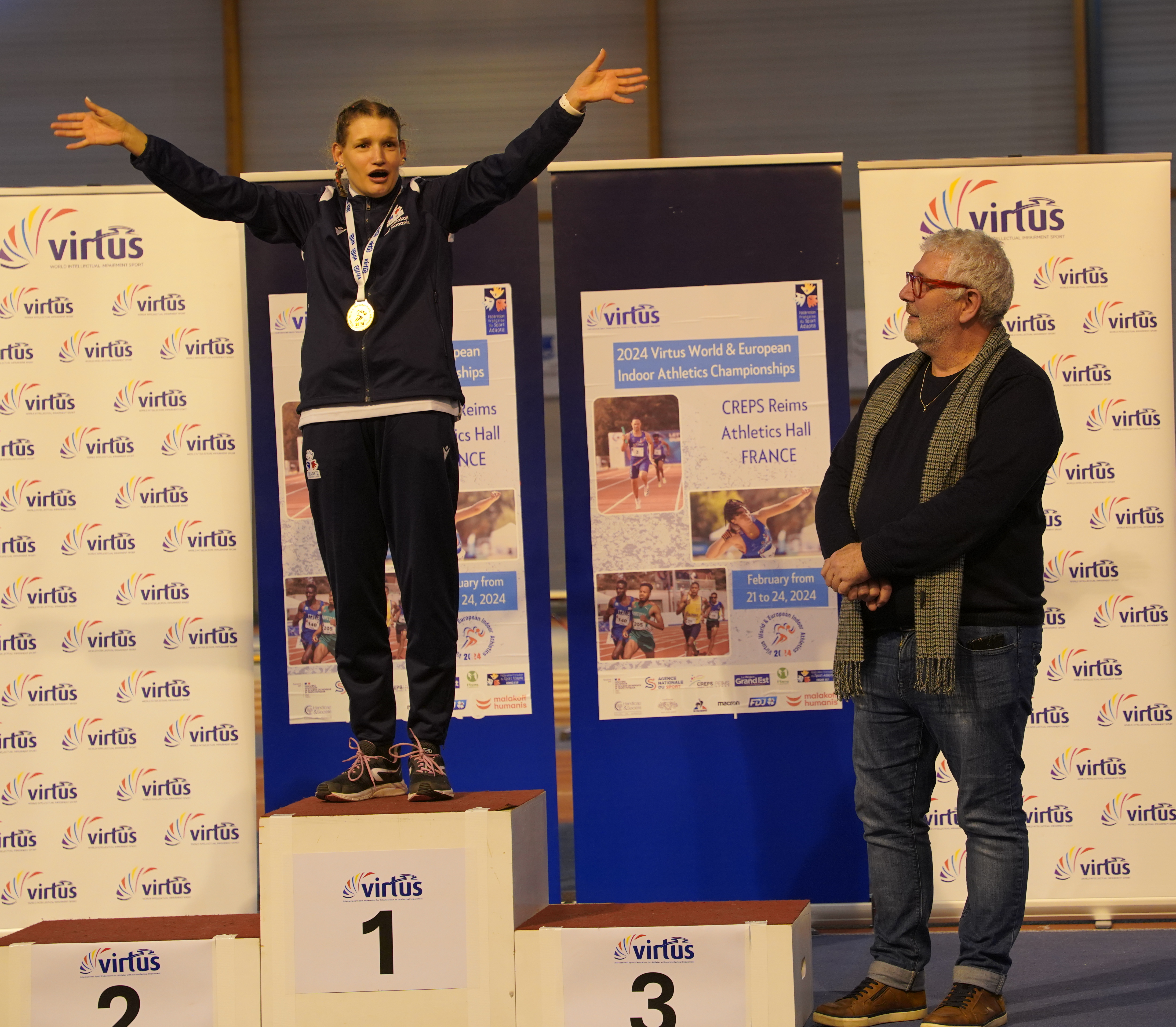
Médaille d'or au 3 000 m marche des Jeux globaux.